# Canadarago Lake
Der Canadarago Lake ist ein See im Otsego County im US-amerikanischen Bundesstaat New York. Er der zweitgrößte See des Countys, nach dem unweit östlich von ihm gelegenen Otsego Lake.

## Geographie
Der See liegt auf einer Höhe von 390 m im nördlichen Allegheny Plateau nordwestlich der Catskill Mountains. Die ihn umgebenen Berge erreichen eine Höhe von 579 m. Sein Einzugsgebiet beträgt 174 km2 und er entwässert über den nur wenige Kilometer langen Oaks Creek in den Susquehanna River. Der See besitzt eine Oberfläche von 7,61 km2 bei einer Länge von 6,4 km und einer meximalen Breite von 1,9 km. Er erreicht eine maximale Tiefe von 12,8 m bei einer mittleren Tiefe von 6,7 m.
Der See verläuft weitgehend in nordsüdlicher Richtung, unweit seines nördlichen Endes liegt der Ort Richfield Springs und unterhalb seines südlichen Endes die Siedlung Schuyler Lake. Die Siedlung ist nach David Schuyler benannt, der hier 1755 Landrechte erwarb. Der Canadarago Lake wurde damals auch als Schuyler Lake bezeichnet.
Canadarago Lake besitzt mit Deowongo Island eine kleine bewaldete Insel. Bis zu Beginn des 19. Jahrhunderts oder Ende des 18. Jahrhunderts existierte mit Loon Island eine weitere kleine Insel, an deren Stelle heute jedoch nur noch eine Untiefe existiert.